# Jodoin de Beauvilliers
Pour les articles homonymes, voir Beauvilliers.
 (avril 2012).
- Si vous ne connaissez pas le sujet, laissez ce bandeau (vous pouvez alors contacter les auteurs).
- Si vous supprimez le contenu mis en cause (vous pouvez préalablement contacter les auteurs),

argumentez précisément cette suppression dans la page de discussion
(un manque de référence n'est pas un argument ; une recherche réelle de référence doit avoir été effectuée, être formellement documentée).
 (avril 2012).
Jodoin ou Gedoin de Beauvilliers (vers 1140, pays chartrain – après 1191), est un seigneur croisé de la Beauce.

## Biographie
Son père serait Gedoin de Beauvilliers († avant 1179)[réf. à confirmer].
Jodoin de Beauvilliers semble ne pas s’être marié. Il part à la troisième croisade avec plusieurs seigneurs de la Beauce,,. Il est à Jérusalem en 1190, et devient mandataire de Renaud de Bar, évêque de Chartres.
La famille de Beauvilliers ferait partie des familles de croisés encore existantes au XIXe siècle et qui n'ont pas changé de nom. Leurs armes sont présentes dans la deuxième des salles des Croisades du château de Versailles.